# Cardume

Cardume em movimento

Um cardume é o substantivo colectivo que designa um grupo de peixes, normalmente da mesma espécie e do mesmo grupo etário, 
que nadam como se fossem um único indivíduo.
Este tipo de comportamento, muito comum nos peixes pelágicos, pode considerar-se uma adaptação evolutiva, uma vez que 
traz muitas vantagens para a espécie. Em primeiro lugar, permite que um maior número de indivíduos se mantenha numa região com melhores 
condições de vida, em termos de temperatura ou alimentação; ou que um 
maior número de peixes alcance uma região com essas características.
Por outro lado, assegura que, na altura da reprodução, um maior número de óvulos seja fecundado, uma vez que os peixes pelágicos 
normalmente realizam a fecundação externa.